# دييغو بيانكي
دييغو بيانكي (بالإيطالية: Diego Bianchi)‏ (و. 1969 – م) هو صحفي، وممثل هزلي، وممثل، ومقدم برامج، من إيطاليا، ولد في روما.

## وصلات خارجية
- دييغو بيانكي على موقع IMDb (الإنجليزية)
- دييغو بيانكي على موقع قاعدة بيانات الفيلم (الإنجليزية)